# Mohamed Saci Akacha
Mohamed Saci Akacha, né le 1er juin 1941 à Annaba et mort le 19 juillet 1972, est un footballeur international algérien. Il a évolué au poste de milieu. Il compte 2 sélections en équipe nationale entre 1963

## Biographie
Mohamed- Saci  Akacha est né le 1er juin 1941 à Annaba. Ses débuts remontent en 1958, catégorie  Juniors  avec son ami de toujours Ahmed Bouden dit Lahmadi sous la conduite de l’entraîneur-joueur Smaïne Bey, Compte-tenu de ses qualités footballistiques et humaines, il fut intégré en équipe  Séniors,Premier sélectionné de l’Est  algérien en 1963 en compagnie de   Salah  Ghanem   sous la conduite de  Youcef  El – Kenz  et  Benbaâtouche dans le cadre d’un match amical (Algérie 2- Bulgarie 1).
Saison 1969/70 : il signa au profit de l’USM Annaba se distinguant de fort belle manière en réalisant un triplé au cours du fameux match : USMA  4  ASM Oran 1.1970/71 : Retour à la JBAC en tant qu’entraîneur de la catégorie  des Juniors.Promu entraîneur-joueur, catégorie  Seniors  en 1971/72, il décrocha  l’accession en  Régionale  après tant d’efforts et de persévérance, C’était sa dernière mission car Mohamed-Saci Akacha décéda subitement le 19 juillet 1972, Il fut enterré au cimetière de Zeghouane devant une foule médusée venue des quatre coins du pays,Durant sa carrière, il a connu successivement quatre  entraîneurs : Smaïne Bey, Ali Atoui, feux Salah Bouali, Mohamed-Salah Boufermes  et côtoyé deux générations déjà citées.
- Premier match le 6/1/1963:  Algérie - Bulgarie U23 (2-1)
- Dernier match le 26/12/1963:  Algérie - Hongrie Olympique (0-3)